# Si decideixo quedar-me
Si decideixo quedar-me (originalment en anglès, If I Stay) és una pel·lícula de drama romàntic adolescent estatunidenca del 2014 dirigida per R. J. Cutler i basada en la novel·la homònima del 2009 de Gayle Forman.
La pel·lícula és protagonitzada per Chloë Grace Moretz, Mireille Enos, Joshua Leonard i Stacy Keach. Es va publicar el 22 d'agost de 2014 i va recaptar 78,9 milions de dòlars a tot el món. El 16 de juliol de 2021, TV3 va estrenar la versió doblada en català.

## Sinopsi
La Mia Hall es pensava que la decisió més difícil que hauria d'afrontar a la vida seria si fer realitat els seus somnis musicals al prestigiós conservatori Juilliard de Nova York o seguir un altre camí amb el seu xicot Adam, cantant del grup Willamette Stone. Però el que hauria d'haver estat un simple trajecte amb cotxe amb la seva família canvia en un instant, tenen un terrible accident i, de cop i volta, la seva vida penja d'un fil. Atrapada entre la vida i la mort durant un dia molt revelador, la Mia haurà de treure les forces d'on sigui i prendre una decisió transcendental.

## Repartiment
- Chloë Grace Moretz com a Mia Hall
- Jamie Blackley com a Adam Wilde
- Mireille Enos com a Kat Hall
- Joshua Leonard com a Denny Hall
- Stacy Keach com a George Hall
- Aisha Hinds com la infermera Ramirez
- Lauren Lee Smith com a Willow
- Liana Liberato com a Kim Schein
- Aliyah O'Brien com a tècnica d'emergències mèdiques
- Jakob Davies com a Teddy Hall